# Perforina

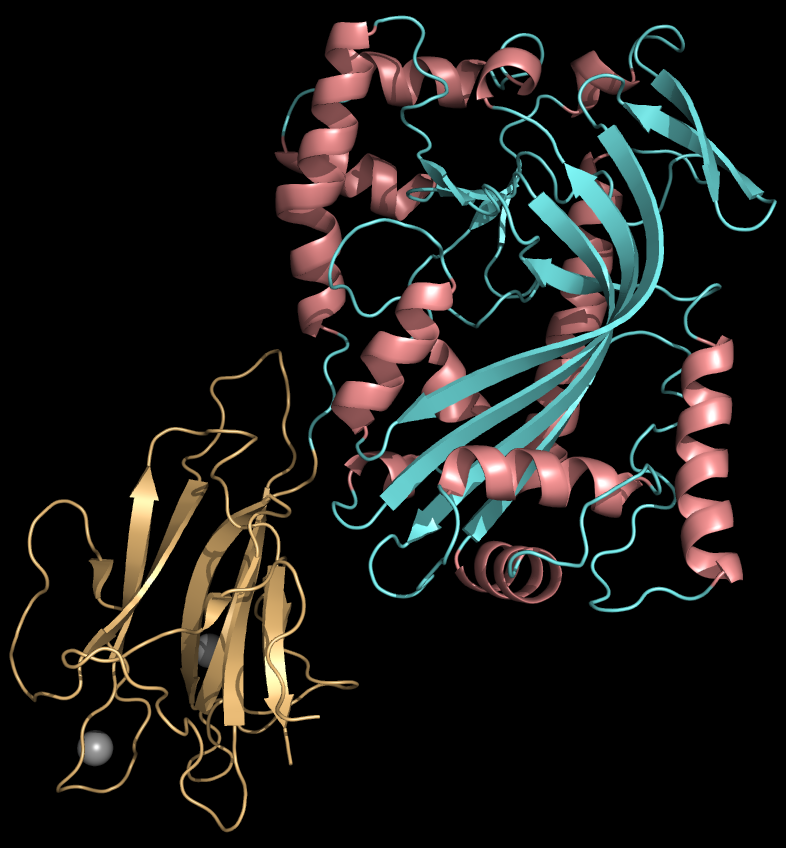
Perforina

Perforina, perforina-1 o PRF-1, es una proteína monomérica y oligomérica de 555 aa, mediadora de la función de la citólisis. Esta molécula es producida por los linfocitos NK y linfocitos-T, y es sintetizada por el gen del cromosoma 10 q22.1. Posee ciertas similitudes a las proteínas que forman el complejo de ataque a membrana (MAC en inglés) y pertenece junto a las serina proteasas pre-apoptóticas y granzimas, al grupo de moléculas encargadas de la immunoregulación del sistema inmunitario.

## Función
La perforina es una proteína formadora de poros que se ocupa principalmente de la muerte de células objetivo y es empleada por los linfocitos T citotóxicos (CTL) y por los linfocitos NK.

### Almacenamiento

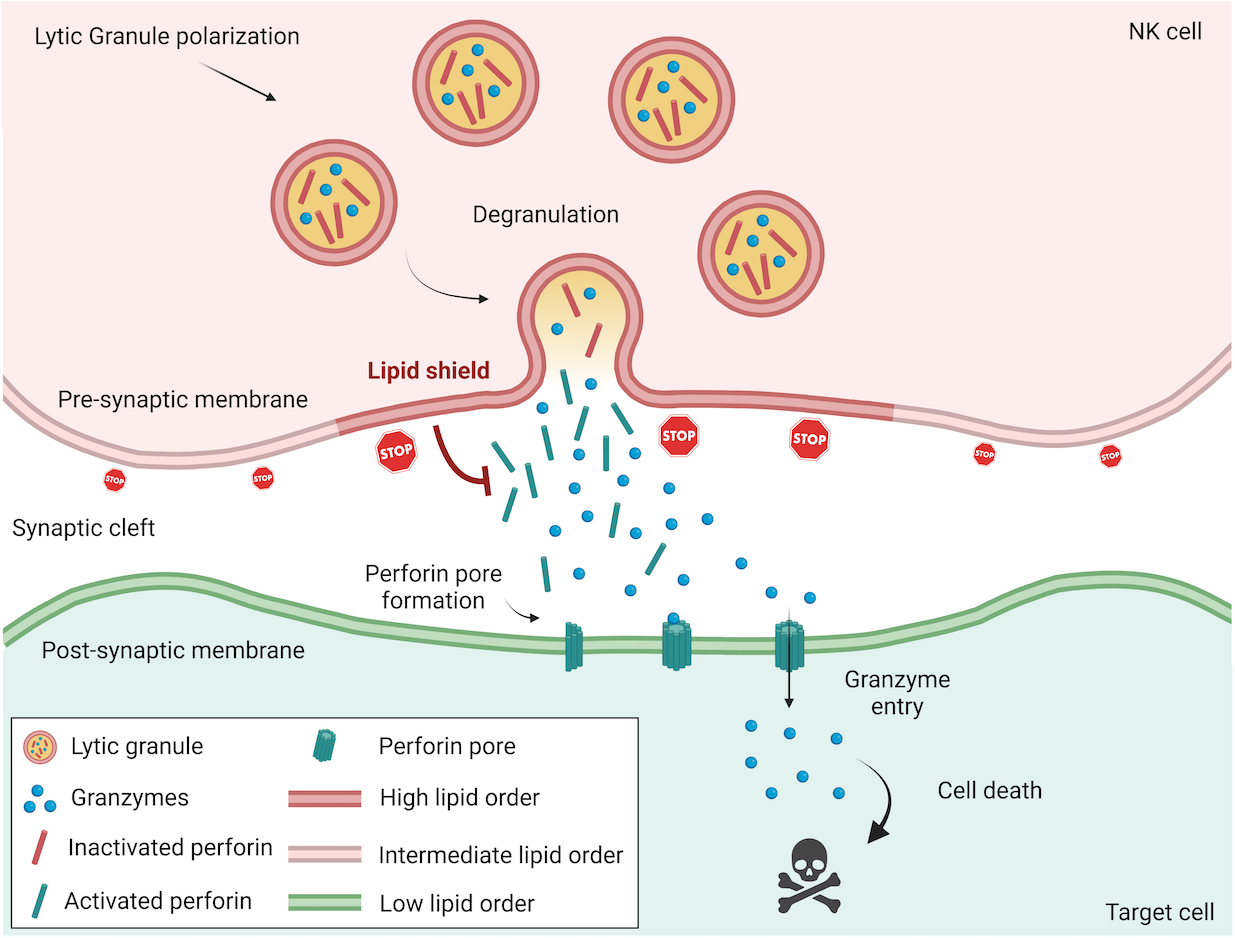
Perforina en los gránulos líticos de la Sinapsis inmunológica.

La perforina se almacena en los gránulos líticos especiales de los linfocitos NK y linfocitos T. 
En el interior de estos gránulos perforina se colocaliza con serina proteasas proapoptóticas y granzimas.

### Exocitosis
Se requiere de la formación previa de una sinapsis inmunológica para lograr la activación de los gránulos y su posterior liberación.
Una vez se ha producido la desgranulación, la perforina se acopla a la membrana plasmática de la célula y mediante la formación de poros calcio-dependientes de 20 nm, 
desestabiliza osmóticamente a la célula objetivo, ocasionándole la muerte por lisis osmótica. No obstante, para que se produzca esta lisis osmótica de manera funcional hace falta que se le acople otra molécula, la granzima B.
Además, también cumple con una función de inmunidad, ya que es capaz de atacar y eliminar específicamente a células tumorales y células infectadas por virus, por lo que cumple una función de homeostasis inmune. También la perforina cumple con la función de proteger al organismo de la sepsis intracelular, y por último tiene un papel muy importante en la apoptosis.
Entre los roles más importantes en los que se encuentra relacionada la PRF-1 cabe destacar:
- El ejercicio físico: Un aumento del ejercicio físico de manera continuada condiciona una respuesta inmune de los genes que sintetizan linfocitos NK y linfocitos T mucho más rápida.[7]

- Inmunidad tumoral: La participación de los linfocitos efectores que segregan PRF (perforina) destruyen las células malignas.[8]

- Homeostasis del sistema inmune: La constante agresión por agentes patógenos que sufre el cuerpo humano, requiere que la participación de esta proteína.[9]

## Enfermedades asociadas
Las enfermedades asociadas a la perforina se dividen básicamente en dos grandes grupos: por una parte nos encontraríamos las enfermedades asociadas a una falta completa de liberación de perforina, y por la otra nos encontraríamos la liberación disfuncional de la PRF-1, este último grupo es el causante de múltiples enfermedades, entre las cuales se encuentran:
- Síndrome de Inmunoinsuficiencia: Es debido a defectos cromosómicos congénitos o adquiridos que causan que los linfocitos T y NK no puedan producir la suficiente perforina. Una liberación deficiente de perforina causa infecciones recurrentes.

- Linfohistiocitosis hemofagocítica de tipo2 (HPLH2): Enfermedad genética, autosómica recesiva causada por la substitución de dos de los aminoácidos comprendidos en el dominio C2: T435M. Anteriormente, se creía que era el dominio Y438C el que lo causaba. Cursa con disfunción de la desgranulación, fiebre, hepatoesplenomegalia, citopenia e hipertrigliceridemia, hipofibrogenemia y anormalidades neurológicas, entre otros signos y síntomas. Su tratamiento de elección se basa en el trasplante de médula ósea, normalmente en la infancia.[4]

- Deficiencia de PRF-1: Un desorden agresivo en la inmunoregulación debido a una pérdida completa de las funciones de los linfocitos citotóxicos, se cree que es un factor importante para padecer algún cáncer hematológico maligno.[10]

- Esclerosis múltiple: Se ha estudiado que en la población española el polimorfismo de un único nucleótido del gen q22.1 del cromosoma 10, que posee la función de sintetizar la perforina, causa un aumento de la susceptibilidad de padecer esta enfermedad.[11]